# Gorda (California)
Gorda è una località (unincorporated community) degli Stati Uniti d'America, appartenente alla contea di Monterey nello Stato della California.
È situata a ridosso dell'oceano Pacifico sulla Highway 1, che collega San Francisco a Los Angeles, e rappresenta uno dei tre piccoli insediamenti di stazioni di rifornimento, ristoranti, e motel sulla costa del Big Sur.